# Fudbalski Klub Borac Banja Luka
FK Borac Banja Luka é um clube de futebol da Bósnia e Herzegovina da cidade de Banja Luka.
Atualmente disputa a Premijer Liga.

## Títulos
- Premijer Liga:

2011, 2020–21

## Estádio

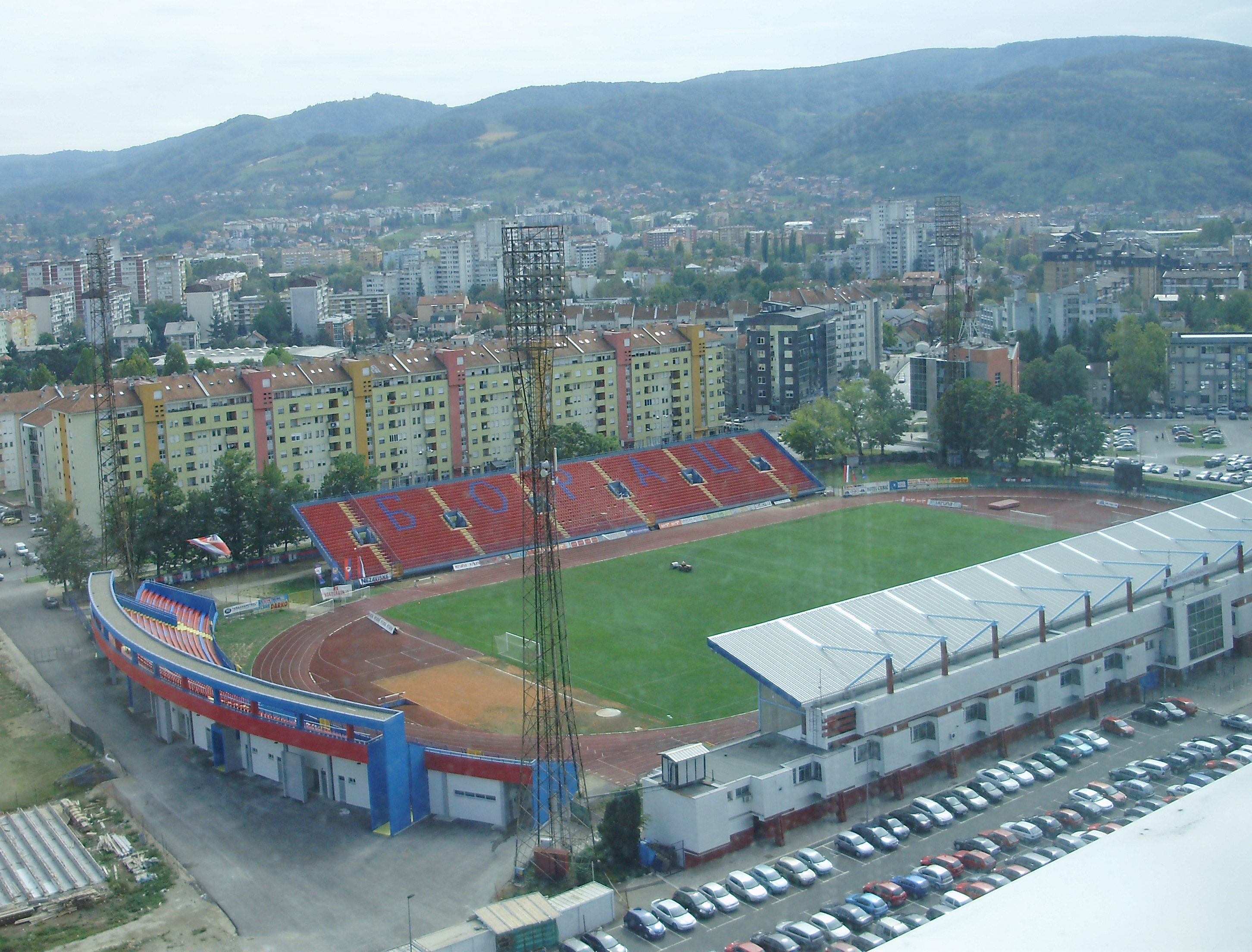
Estádio Banja Luka City

O estádio oficial do Borac é o Banja Luka City. O estádio possui capacidade para 9730 pessoas e é considerado uns dos estádios mais modernos do país. O estádio foi construído em 1937. Desde aí, o estádio tem passado por grandes construções até 2010, quando o estádio foi totalmente reconstruído. 